# DHTML
DHTML neboli dynamické HTML je kombinace technologií používaných ke tvorbě dynamických a interaktivních webových stránek. Těmito technologiemi se většinou myslí HTML, klientský JavaScript, kaskádové styly (CSS) a někdy DOM.
Jako DHTML se neoznačují prvky tvořené zásuvnými moduly jako Flash nebo Java. Jako opak dynamických stránek mohou být označeny statické HTML stránky, jejichž obsah se po načtení nemění.
Příkladem použití DHTML může být například vysunovací menu webové stránky.

## Ukázka
```
<
html
>

<
head
>

 
<
title
>
DHTML Test
</
title
>

 
<
script
>
function
 
changeAll
()
 
{
 
document
.
getElementById
(
'div1'
).
style
.
color
 
=
 
'blue'
;
 
}</
script
>

</
head
>

<
body
>

 
<
div
 
id
=
"div1"
 
style
=
"color: red;"
 
onmouseover
=
"changeAll()"
>

  Ukázka použití DHTML. Tento text se po najetí myší obarví modrou barvou....
 
</
div
>

</
body
>

</
html
>

```